# Milena Benini
Milena Benini (Zagreb, 24. studenoga 1966. – Zagreb, 4. lipnja 2020.), hrvatska književnica, prevoditeljica.
Obrazovala se u Klasičnoj gimnaziji u Zagrebu, slušala je francuski i komparativnu književnost te novinarstvo na Zagrebačkom sveučilištu, a diplomirala komparativnu književnost na sveučilištu St. George u Oxfordu. Piše romane, novele i kratke priče.

## Životopis
Pisati je počela još u osnovnoj školi, a prvu priču objavila je u Siriusu kad joj je bilo 14 godina. Nastavila je objavljivati kratke priče i članke u časopisima Siriusu, Vijencu, Op.A., Zarezu, Ubiqu i dr. Također je objavljivala radove i na engleskom, u časopisima Neverworlds, Eternity, 69 Flavor of Paranoia, itd. Godine 1999. bila je među finalistima izbora za najbolju priču objavljenu na internetu (Best of the Rest) s pričom Without the Middle (Priča bez sredine, kasnije objavljena na hrvatskom u zbirci Jednorog i djevica).
Koautorica je knjiga The Complete Guide to Writing Fantasy vol. 1 (ur. Darin Park i Tom Dullemond, Dragon Moon Press, Calgary, 2003), sad već u drugom izdanju, gdje je napisala poglavlje Fantasy Without Clichés-Writing Effectively, te The Complete Guide to Writing Science Fiction vol. 1: First Contact (ur. Dave E. Law, Dragon Moon Press, Calgary, 2007), s poglavljima Attack of the Monster Plot: Ideas, Settings and Plots te I Don’t Know That Bug-Eyed Monster from Adam: Clichés in SF. Ova je knjiga inače dobila i nagradu Eppie kao najbolja elektronička knjiga godine.
Dobitnica je i više domaćih nagrada, uključujući i najukusniju hrvatsku nagradu, pršut, za pripovijetku Prva koluna Margulje Krsnice na Istrakonu 2009., te SFERU za romane Kaos, objavljen u nastavcima u Futuri 1998. godine (izdan u formi knjige 2017. godine pod imenom Djeca vječnosti i kaosa) i Prodavač snova 2016. godine. Tradiciju objavljivanja romana u nastavcima nastavila je i na svom blogu Milerama, gdje je 2008. godine besplatno objavila prvi tom fantastičnog romana Svećenica Mjeseca, kojeg je kasnije kao knjigu izdala Zagrebačka naklada 2014. godine. Na blogu također objavljuje i svoja razmišljanja o žanru, ženama i politici, a piše i za portale NOSF i Cunterview.
Kad ne piše, najčešće prevodi (kad god može, također na području spekulativne fikcije), te je tako prevela Vodič kroz galaksiju Douglasa Adamsa kao i mnoge druge ZF-autore i autorice, a radi i na mnogim stripovima. Za relaksaciju, održava i web-stranice Centra za ženske studije u Zagrebu i prelama bilten Hrvatskog jazz kluba.
Preminula je 4. lipnja 2020. godine u Zagrebu nakon kratke i teške bolesti u 54. godini života.

## Nagrade
- Kaos, nagrada SFERA za najbolji roman, 1999.
- McGuffin Link, nagrada SFERA za najbolju novelu, 2006.
- Prva koluna Margulje Krsnice, istarska nagrada za priču prijavljenu na istrakonov natječaj, 2009.
- Plesati zajedno pod polariziranim nebom, nagrada SFERA za najbolju za kratku priču, 2010.
- Divide et morere, nagrada SFERA za najbolji esej, 2012.
- Prodavač snova, nagrada SFERA za najbolji roman, 2016.
- Prodavač snova, nagrada Artefakt za najbolji roman, 2016.
- Samo običan putujući apotekar: teatralnost, androginija i folklorni elementi kao faktori drugosti u središnjem liku serije MoNoNoKe, nagrada SFERA za najbolji teorijski rad, 2017.
- Zmajska zora, nagrada Artefakt za najbolji roman, 2017.
- Mletački sokol, nagrada Artefakt za najbolji roman, 2019.[1]
- Grossmann Fantasy, SciFi and Comics Festival, nagrada Hudi Maček za izvanredan doprinos u žanru znanstvene fantastike in fantasyja, 2019.

## Vanjske poveznice
|  | Zajednički poslužitelj ima još gradiva o temi Milena Benini |

- Milena's wor(l)ds  Arhivirana inačica izvorne stranice od 1. lipnja 2019. (Wayback Machine)
- Milerama

 Napomena: Ovaj tekst ili jedan njegov dio preuzet je s internetskih stranica SFere ili SFeraKona. Vidi dopusnicu za Wikipediju na hrvatskome jeziku.